# Доњи Бителић
Доњи Бителић је насељено мјесто у саставу општине Хрваце, Сплитско-далматинска жупанија, Република Хрватска.

## Географски положај
Налази се 10 км сјеверно од Сиња, у подножју планине Динаре, покрај ријеке Цетине. Код села се налази брана "Перућа" на Перућком језеру.

## Историја
До територијалне реорганизације у Хрватској налазио се у саставу старе општине Сињ.

## Становништво
На попису становништва 2011. године, Доњи Бителић је имао 317 становника.
| Број становника по пописима | Број становника по пописима | Број становника по пописима | Број становника по пописима | Број становника по пописима | Број становника по пописима | Број становника по пописима | Број становника по пописима | Број становника по пописима | Број становника по пописима | Број становника по пописима | Број становника по пописима | Број становника по пописима | Број становника по пописима | Број становника по пописима | Број становника по пописима |
| --------------------------- | --------------------------- | --------------------------- | --------------------------- | --------------------------- | --------------------------- | --------------------------- | --------------------------- | --------------------------- | --------------------------- | --------------------------- | --------------------------- | --------------------------- | --------------------------- | --------------------------- | --------------------------- |
| 1857.                       | 1869.                       | 1880.                       | 1890.                       | 1900.                       | 1910.                       | 1921.                       | 1931.                       | 1948.                       | 1953.                       | 1961.                       | 1971.                       | 1981.                       | 1991.                       | 2001.                       | 2011.                       |
| 639                         | 641                         | 671                         | 717                         | 784                         | 733                         | 651                         | 720                         | 665                         | 1.055                       | 999                         | 924                         | 694                         | 615                         | 424                         | 317                         |

### Попис 1991.
На попису становништва 1991. године, насељено место Доњи Бителић је имало 615 становника, следећег националног састава:
| Попис 1991.‍  | Попис 1991.‍  | Попис 1991.‍ | Попис 1991.‍ | Попис 1991.‍ |
| ------------ | ------------ | ----------- | ----------- | ----------- |
|              |              |             |             |             |
| Хрвати       | Хрвати       |             | 519         | 84,39%      |
| Срби         | Срби         |             | 75          | 12,19%      |
| Југословени  | Југословени  |             | 9           | 1,46%       |
| неопредељени | неопредељени |             | 5           | 0,81%       |
| непознато    | непознато    |             | 7           | 1,13%       |
| укупно: 615  |              |             |             |             |

## Презимена
- Вулић — православци, славе Св. Јована
- Јовић — православци, славе Св. Јована